# Большаков, Сергей Геннадьевич
Сергей Геннадьевич Большаков (род. 7 сентября 1974, Кемерово) — российский хоккеист с мячом, мастер спорта России международного класса (2002).

## Карьера
Начал играть в хоккей с мячом в Кемерово в школе шахты «Северная» в 1983 году. В 1993 году дебютировал в составе ХК «Кузбасс» (Кемерово). Практически всю карьеру провёл в этом клубе, с которым неоднократно становился призёром чемпионатов России. Три сезона провёл в Красноярске, но под занавес карьеры вернулся в Кемерово.
Привлекался в сборную России. На чемпионате мира 2004 года стал бронзовым призёром.
С 20 января 2011 года по 7 октября 2013 года — главный тренер «Кузбасса».
30 сентября 2013 года в матче второго этапа Кубка России между командами «Кузбасс» и «Динамо-Казань», начиная с 86 минуты матча, при счете 3:2
в пользу команды из Кемерово, судьи одного за другим начали удалять игроков «Кузбасса», также на 88-й минуте матча было зафиксировано нарушение правил вратарём кемеровской команды и был назначен пенальти в ворота «Кузбасса», который был реализован. Со счетом 4:3 победу одержало «Динамо-Казань». После игры Сергей Большаков в нарушение регламента ворвался в судейскую комнату и общался на повышенных тонах с арбитрами встречи.
Президент «Кузбасса» Андрей Сельский временно отстранил от занимаемой должности главного тренера Сергея Большакова до «полного выяснения обстоятельств инцидента после игры второго этапа Кубка России «Кузбасс» – «Динамо» (Казань), состоявшейся 30 сентября». Позже эта новость была удалена с официального сайта ХК «Кузбасс».
7 октября 2013 года по решению Контрольно-дисциплинарного комитета Федерации хоккея с мячом России главный тренер ХК «Кузбасс» Сергей Большаков был дисквалифицирован. Главным тренером команды был утвержден Сергей Тарасов.
С 2014 по 2020 год занимал должность тренера по физической подготовке хоккейного клуба «СКА-Нефтяник» (Хабаровск).
В августе 2020 года вернулся в «Кузбасс», где занимал должность главного тренера команды до января 2021 года.

## Достижения
Серебряный призёр чемпионата России — 2004, 2005, 2006. 

 Бронзовый призёр чемпионата России — 2001, 2002, 2003, 2007, 2010. 

 Обладатель Кубка России — 2001, 2003. 

 Финалист Кубка России — 2005 (весна), 2008. 

 Бронзовый призёр Кубка России — 1999, 2004. 

 Серебряный призёр чемпионата России по мини-хоккею — 2000. 

 Бронзовый призёр чемпионата мира — 2004. 

 Серебряный призёр Международного турнира на призы Правительства России — 2002 (в составе второй сборной России). 

 Серебряный призёр Международного турнира на призы губернатора Московской области — 2003 (в составе второй сборной России). 
- Включался в список 22 лучших игроков сезона — 2002, 2003, 2004, 2006.

## Статистика выступлений

### Клубная
| Сезон     | Клуб                | Чемпионат | Чемпионат | Чемпионат | Чемпионат | Чемпионат   | Кубок  | Кубок | Кубок | Кубок | Кубок     |
| Сезон     | Клуб                | И         | М         | П         | О         | Ш           | И      | М     | П     | О     | Ш         |
| --------- | ------------------- | --------- | --------- | --------- | --------- | ----------- | ------ | ----- | ----- | ----- | --------- |
| 1993/1994 | Кузбасс (Кемерово)  | 24        | 1         |           | 1         | 65          | 5      | 0     |       | 0     | 10        |
| 1994/1995 | Кузбасс (Кемерово)  | 24        | 1         |           | 1         | 60          | 10     | 0     |       | 0     | ?         |
| 1995/1996 | Кузбасс (Кемерово)  | 26        | 5         |           | 5         | 100         |        |       |       |       |           |
| 1996/1997 | Кузбасс (Кемерово)  | 26        | 0         |           | 0         | 125         | 5      | 0     |       | 0     | ?         |
| 1997/1998 | Кузбасс (Кемерово)  | 22        | 0         |           | 0         | 105         | 5      | 0     |       | 0     | ?         |
| 1998/1999 | Кузбасс (Кемерово)  | 28        | 0         |           | 0         | 145+К       | 7      | 0     |       | 0     | 20        |
| 1999/2000 | Кузбасс (Кемерово)  | 26        | 2         | 2         | 4         | 120         | 9(1)   | 0(1)  | 3(1)  | 3(2)  | 45(0)     |
| 2000/2001 | Кузбасс (Кемерово)  | 28        | 9         | 4         | 13        | 115+К       | 11     | 0     | 0     | 0     | 35        |
| 2001/2002 | Кузбасс (Кемерово)  | 28        | 8         | 7         | 15        | 75          | 13     | 4     | 4     | 8     | ?         |
| 2002/2003 | Кузбасс (Кемерово)  | 28        | 16        | 6         | 22        | 100         | 14     | 4     | 4     | 8     | ?         |
| 2003/2004 | Кузбасс (Кемерово)  | 26        | 11        | 4         | 15        | 110         | 12     | 2     | ?     | ?     | ?         |
| 2004/2005 | Кузбасс (Кемерово)  | 28        | 12        | 13        | 25        | 110         | 10     | 0     | 7     | 7     | 30        |
| 2005/2006 | Кузбасс (Кемерово)  | 27(1)     | 8(0)      | 13(0)     | 21(0)     | 60(0)       | 9      | 5     | 3     | 8     | 20+К      |
| 2006/2007 | Кузбасс (Кемерово)  | 31(1)     | 2(0)      | 13(0)     | 15(0)     | 80(10)      | 15     | 2     | 0     | 2     | 45        |
| 2007/2008 | Енисей (Красноярск) | 30(1)     | 5(0)      | 3(0)      | 8(0)      | 120(0)      | 14     | 6     | 6     | 12    | 25        |
| 2008/2009 | Енисей (Красноярск) | 27        | 7         | 3         | 10        | 95          | 12     | 1     | 3     | 4     | 15+К      |
| 2009/2010 | Енисей (Красноярск) | 6         | 1         | 0         | 1         | 30          | 8      | 0     | 1     | 1     | 20        |
| 2010/2011 | Кузбасс (Кемерово)  | 11        | 0         | 0         | 0         | 60+К        | 8      | 0     | 2     | 2     | 0         |
| Всего     | 18 сезонов          | 446(3)    | 88(0)     | 67(0)     | 155(0)    | 1675(10)+4К | 167(1) | 24(1) | 33(1) | 57(2) | 365(0)+2К |

Примечание: Статистика голевых передач ведется с сезона 1999/2000
  Статистика выступлений в Кубке мира  
| Сезон     | Игры | Мячи |
| --------- | ---- | ---- |
| 1999/2000 | 3    | 0    |
| 2001/2002 | 3    | 1    |
| 2003/2004 | 5    | 2    |
| 2004/2005 | 4    | 1    |
| 2005/2006 | 3    | 0    |
| 2006/2007 | 3    | 1    |
| 2008/2009 | 4    | 0    |
| 2009/2010 | 4    | 0    |
| 2010/2011 | 3    | 0    |
| Всего     | 32   | 5    |

### В сборной
| Сезон     | Игры | Мячи |
| --------- | ---- | ---- |
| 2002/2003 | 2    | 0    |
| 2003/2004 | 6    | 0    |
| 2004/2005 | 2    | 0    |
| Всего     | 10   | 0    |

| 1  | Лидчёпинг   | 10 января 2003   | Швеция                      | 8:4        | - | Товарищеский матч                  |
| 2  | Венерсборг  | 12 января 2003   | Швеция                      | 3:4        | - | Товарищеский матч                  |
| 3  | Вестерос    | 1 февраля 2004   | Норвегия                    | 6:3        | - | Чемпионат мира                     |
| 4  | Упсала      | 2 февраля 2004   | Казахстан                   | 10:3       | - | Чемпионат мира                     |
| 5  | Стокгольм   | 3 февраля 2004   | Швеция                      | 3:4        | - | Чемпионат мира                     |
| 6  | Грангесберг | 4 февраля 2004   | Финляндия                   | 3:4        | - | Чемпионат мира                     |
| 7  | Сандвикен   | 7 февраля 2004   | Финляндия                   | 3:4        | - | Чемпионат мира — полуфинал         |
| 8  | Вестерос    | 8 февраля 2004   | Казахстан                   | 5:2        | - | Чемпионат мира — матч за 3-е место |
|    | Эдсбюн      | 13 сентября 2004 | Эдсбюн (Эдсбюн, Швеция)     | 4:5        | - | Товарищеский матч                  |
|    | Эдсбюн      | 15 сентября 2004 | Бруберг (Сёдерхамн, Швеция) | 14:4       | - | Товарищеский матч                  |
|    | Эдсбюн      | 17 сентября 2004 | Эдсбюн (Эдсбюн, Швеция)     | 9:7        | - | Товарищеский матч                  |
| 9  | Лаппенранта | 8 января 2005    | Швеция                      | 1:2 (д.в.) | - | Суперкубок Европы                  |
| 10 | Лаппенранта | 9 января 2005    | Финляндия                   | 1:4        | - | Суперкубок Европы                  |

Итого: 10 матчей / 0 мячей;   4 победы, 0 ничьих, 6 поражений.

### Комментарии
1. ↑  Результативные передачи
2. ↑  В скобках указаны очки, набранные в аннулированном матче с кировской «Родиной» в Кубке России, которая завершилась победой «Кузбасса» со счётом 5:1. За участие в матче незаявленного игрока «Кузбассу» было засчитано техническое поражение
3. ↑  В скобках указаны очки, набранные в аннулированном матче с красногорским «Зорким». Во втором полуфинальном матче чемпионата страны 11 марта в Кемерово гости покинули поле примерно за 10 минут до финального свистка из-за «неадекватного» судейства. В этот момент счёт на табло был 7:1 в пользу «Кузбасса» (первую встречу выиграл «Зоркий» — 4:1). Главный тренер «Кузбасса» Сергей Мяус заявил, что, по его мнению, у соперников просто сдали нервы
4. ↑  В скобках указаны очки, набранные в аннулированном матче с иркутской «Байкал-Энергией». 16 декабря в Кемерово, незадолго до финального свистка, игроки гостей, недовольные несправедливым, по их мнению, судейством, самовольно всей командой удалились на скамейку штрафников
5. ↑  В скобках указаны очки, набранные в аннулированном матче с читинским «СКА-Забайкальцем», который снялся с чемпионата страны в связи с отсутствием финансирования